# Henri Dekking
Henri Dekking, född den 7 februari 1892 i Haarlem och död i maj 1967 i Ciudad de México, var en nederländsk bobåkare. Han deltog vid olympiska vinterspelen 1928 i Sankt Moritz och placerade sig på 12:e plats.